# Астрономо-геодезическое объединение
Астрономо-геодезическое объединение (АГО) (до 2001 года Всесоюзное астрономо-геодезическое общество, ВАГО) — российская и советская научно-общественная организация, объединяющая любителей астрономии и геодезии. Находится в ведении Академии наук РФ. Издаёт научные журналы «Земля и Вселенная», «Астрономический вестник», «Астрономический календарь».

## История
Идея создания была высказана на втором съезде любителей мироведения в 1928 году. Устав был утвержден 1 августа 1932 года президиумом Всероссийского исполнительного комитета. Основными задачами Всесоюзного астрономо-геодезического общества было: популяризация и пропаганда знаний среди трудящихся, повышение квалификации научно-технических кадров, улучшение преподавания астрономии и геодезии. ВАГО находилось тогда в ведении Ученого комитета при ЦИК СССР. Организационное оформление общества произошло в январе 1934 года в Москве на I Всесоюзном астрономо-геодезическом съезде. На этом съезде были объединены все астрономические и геодезические кружки и общества СССР. Тогда же в состав ВАГО вошли: Русское астрономическое общество (РАО), Московское общество любителей астрономии (МОЛА), Русское общество любителей мироведения (РОЛМ). 16 апреля 1938 года по Постановлению Президиума Верховного Совета СССР Всесоюзное астрономо-геодезическое общество передано в ведение Академии наук СССР.
ВАГО являлось коллективным членом Всесоюзного общества «Знание». К VII съезду ВАГО насчитывало 8000 действительных членов, 2000 членов юношеских секций и 225 коллективных членов. К 1984 году ВАГО имело 75 отделений во всех союзных республиках, Центральный Совет находился в Москве.
На X внеочередном съезде в Симферополе в декабре 1991 года Всесоюзное астрономо-геодезическое общество преобразовано во всероссийское Астрономо-геодезическое общество (АГО), которое было зарегистрировано Министерством юстиции Российской Федерации 5 марта 1992 года.
С 2001 года эта организация называется Межрегиональная общественная организация «Астрономо-геодезическое объединение» (МОО АГО).
Интересный факт
28 марта 1983 года опубликованы новые имена четырёх открытых в Крымской астрофизической обсерватории советским астрономом Н. С. Черных астероидов: (2721) Всехсвятский, (2722) Абалакин, (2723) Горшков и (2724) Орлов. Первые буквы названий малых планет образуют аббревиатуру ВАГО — именования приурочены к 50-летию общества астрономов и геодезистов.

## Исследования
Отделения Всесоюзного астрономо-геодезического общества проводили наблюдения метеоров и серебристых облаков, искусственных спутников Земли (с 4 октября 1957 года), солнечной активности, переменных звёзд, полных солнечных затмений 19 июня 1936 года, 25 февраля 1952 года, 30 июня 1954 года, 15 февраля 1961 года, 22 сентября 1968 года, 10 июля 1972 года, 31 июля 1981 года, провели экспедиции в места падения Тунгусского метеорита, метеорита Каали, метеорита Царев, проводили исследования по геодезии и картографии.

## Издательство
Всесоюзное астрономо-геодезическое общество издавало «Бюллетень ВАГО» (до 1965 года). В 1967 году его сменил научный журнал «Астрономический вестник»), «Астрономический календарь», научно-популярный журнал «Земля и Вселенная».

## Съезды
| Номер съезда     | Дата                     | Место       | Число отделений ВАГО ко времени съезда |
| ---------------- | ------------------------ | ----------- | -------------------------------------- |
| I                | 17-21 января 1934 года   | Москва      | 5                                      |
| II               | 25-31 января 1955 года   | Ленинград   | 22                                     |
| III              | 6-11 апреля 1960 года    | Киев        | 35                                     |
| IV               | 26-30 октября 1965 года  | Рига        | 42                                     |
| V                | 23-27 ноября 1970 года   | Казань      | 55                                     |
| VI               | 21-24 октября 1975 года  | Ереван      | 65                                     |
| VII              | 2-5 декабря 1980 года    | Алма-Ата    | 71                                     |
| VIII             | 15-19 апреля 1986 года   | Ленинград   | ?                                      |
| IX               | 23-28 сентября 1990 года | Новосибирск | 76                                     |
| X (внеочередной) | декабрь 1991 года        | Симферополь | ?                                      |

## Президенты
- Михайлов, Александр Александрович — президент ВАГО, избран на II съезде
- Мартынов, Дмитрий Яковлевич — президент ВАГО, избран на III съезде, 1960—1975
- Буланже, Юрий Дмитриевич — президент ВАГО, избран на VI съезде
- Хромов, Гавриил Сергеевич — вице-президент ВАГО, президент АГО
- Горбунов Фидель Викторович с 2006

## Известные члены ВАГО
- Базилевский, Борис Васильевич
- Бронштэн, Виталий Александрович
- Покровский, Константин Доримедонтович
- Руднева, Евгения Максимовна
- Федынский, Всеволод Владимирович
- Шистовский, Константин Николаевич (1899—1981) — один из основателей и первый директор Московского планетария, почётный член ВАГО.